# Aline Rodrigues
Aline Rodrigues, född 5 september 1988 i Portugal, är en volleybollspelare (center). Hon spelar i Portugals landslag och deltog med dem i  EM 2019.
På klubbnivå har hon spelat för Sporting Lissabon (2020-), AVC Famalicão (2017-2020), Porto Vólei 2014 (2015-2017), CF Os Belenenses (2014-2015), CD Ribeirense (2013-2014), CF Os Belenenses (2010-2013), CV Oeiras (2010-2011).